# A kereskedő és a bölcsek kapuja
A kereskedő és a bölcsek kapuja (The Merchant and the Alchemist’s Gate) Ted Chiang science fiction-novellája, amely 2008-ban elnyerte a Hugo- és a Nebula-díjat. A novella magyarul a Galaktika 220. számában jelent meg, 2008 júliusában, Dési András György fordításában.

## Cselekmény
A történet elbeszélője Fuad ibn Abbász kelmeárus, aki Bagdad kalifájának meséli el különös találkozását egy mesteremberrel, aki időkapukat épített, amelyeken át el lehet utazni a múltba, a jövőbe és vissza. A „mese a mesében” technikát alkalmazó elbeszélés során megismerkedünk olyan emberek történetével, akik sanyarú helyzetüket megpróbálták a múlt kiigazításával jobbra fordítani. A hangulatában az Ezeregyéjszaka világát idéző, érzelmekben gazdag lírai történet mély filozófiai kérdést feszeget: ha lehetséges az időutazás, ha utólag meg tudjuk változtatni a már megtörtént eseményeket, akkor változtathatunk-e a sorsunkon? És mit tehetünk akkor, ha a válasz: nem?